# مواسان (دهانه)
مواسان یا مویسان (به انگلیسی: Moissan) یک دهانه برخوردی ماه است که در سمت دور ماه، در حاشیه غربی دهانه بزرگ مندلیف و در جنوب برگمان با اندازه مشابه قرار دارد.
نام این دهانه توسط IAU در سال ۱۹۷۶ پذیرفته شد و به آنری مواسان شیمیدان فرانسوی و برنده جایزه نوبل اشاره دارد.